# Pristimantis altamazonicus
Pristimantis altamazonicus é uma espécie de anfíbio da família Craugastoridae. Pode ser encontrada no Brasil, Colômbia, Equador e Peru. Os seus habitats naturais são: florestas subtropicais ou tropicais húmidas de baixa altitude.